# Resolutie 132 Veiligheidsraad Verenigde Naties
Resolutie 132 van de Veiligheidsraad van de Verenigde Naties was de enige resolutie van de VN-veiligheidsraad in 1959. De resolutie werd aangenomen met tien stemmen en één stem, die van de Sovjet-Unie, tegen.

## Achtergrond
Vanaf december 1958 kreeg het Zuidoost-Aziatische land Laos te maken met een invasie van Noord-Vietnamese troepen die hetland als uitvalsbasis gingen gebruiken tijdens de Vietnamoorlog.

## Inhoud
De Veiligheidsraad besloot een subcomité op te richten met Argentinië, Italië, Japan en Tunesië, om eerdere informatie over Laos te onderzoeken en nieuwe te verkrijgen en om zo snel mogelijk terug te rapporteren aan de Raad.
Lijst ·  132